# کاراجالار (آک‌یورت)
کاراجالار (به لاتین: Karacalar) یک منطقهٔ مسکونی در ترکیه است که در اکیورت واقع شده‌است.